# Marcelo Franchini
Marcelo Alejandro Franchini (Ensenada, Buenos Aires, 17 de septiembre de 1968) es un exfutbolista y entrenador argentino.

## Como futbolista
Franchini llegó al Club Atlético Temperley en 1983 y realizó todas las divisiones juveniles hasta llegar al primer equipo en 1986, mismo año en el que debutaría. Permaneció en el club de la zona sur hasta 1991.
Se destaca su participación en la plantilla del Emelec, ganando en el año 1994 la Serie A y disputando un partido en la Copa Libertadores.
También pasó por clubes del ascenso como Almirante Brown, Talleres (RdE) y Brown de Adrogué, donde terminaría su carrera a los 35 años.

## Como entrenador

### Formación
Tuvo sus primeras experiencias técnicas siendo entrenador de la reserva del Club Atlético Temperley, y luego conformaría el cuerpo técnico de Rubén Forestello siendo el segundo entrenador, desde el 2015 hasta el 2018 pasando por Nueva Chicago, Patronato, Olimpo y San Martín de Tucumán

### Club Comunicaciones
Tomó las riendas del Club Comunicaciones en el año 2019 y debutó en el año 2020 en el Campeonato Transición de Primera B frente a Justo José de Urquiza, con una derrota 3 - 1. Finalmente, renunciaría luego de perder 1 - 0 frente a Tristán Suárez en las semifinales por el segundo ascenso a la Primera B Nacional.

### Club Villa Dálmine
Llegó al puesto en el club de Campana para suceder a Felipe de la Riva. No logró dar vuelta a la mala racha que había conseguido el equipo y rescindió su contrato luego de la derrota por 4 - 0 con San Martín de San Juan. Sobre 18 puntos posibles en las seis fechas del campeonato, solo sumó 3  y el restó se dividió en empates y derrotas, además de recibir 12 goles en contra.